# Primer Gabinet Straujuma
El Primer Gabinet Straujuma fou el govern de Letònia entre el 22 de gener i el 5 de novembre de 2014. Fou el primer govern liderat per Laimdota Straujuma, que era la Primera Ministra des de 2014. Va començar les seves funcions el 22 de gener de 2014, després de la dimissió de Valdis Dombrovskis.

## Composició
Llista dels ministeris de Letònia encapçalats per ministres del primer Gabinet Straujuma:
| Càrrec                                                               | Nom                    | Partit                      | Dates                                         |
| -------------------------------------------------------------------- | ---------------------- | --------------------------- | --------------------------------------------- |
| Primer Ministre                                                      | Laimdota Straujuma     | Unitat                      | 22 de gener de 2014 – 5 de novembre de 2014   |
| Ministre de Defensa                                                  | Raimonds Vējonis       | Unió de Verds i Agricultors | 22 de gener de 2014 – 5 de novembre de 2014   |
| Ministre d'Afers Exteriors                                           | Edgars Rinkēvičs       | Partit Reformista           | 25 d'octubre de 2011 – 5 de novembre de 2014  |
| Ministre d'Economia                                                  | Vjačeslavs Dombrovskis | Partit Reformista           | 22 de gener de 2014 – 5 de novembre de 2014   |
| Ministre de Finances                                                 | Andris Vilks           | Unitat                      | 3 de novembre de 2010 – 5 de novembre de 2014 |
| Ministre de l'Interior                                               | Rihards Kozlovskis     | Partit Reformista           | 25 d'octubre de 2011 – 5 de novembre de 2014  |
| Ministre d'Educació i Ciència                                        | Ina Druviete           | Unitat                      | 22 de gener de 2014 – 5 de novembre de 2014   |
| Ministre de Cultura                                                  | Dace Melbārde          | Independent                 | 31 d'octubre de 2013 – 5 de novembre de 2014  |
| Ministre de Benestar                                                 | Uldis Augulis          | Unió de Verds i Agricultors | 22 de gener de 2014 – 5 de novembre de 2014   |
| Ministre de Protecció del Medi Ambient i el Desenvolupament Regional | Einārs Cilinskis       | Aliança Nacional            | 22 de gener de 2014 – 5 de novembre de 2014   |
| Ministre de Transport                                                | Anrijs Matīss          | Independent                 | 1 de març de 2013 – 5 de novembre de 2014     |
| Ministre de Justícia                                                 | Baiba Broka            | Aliança Nacional            | 22 de gener de 2014 – 5 de novembre de 2014   |
| Ministre de Salut                                                    | Ingrīda Circene        | Unitat                      | 25 d'octubre de 2011 – 5 de novembre de 2014  |
| Ministre d'Agricultura                                               | Jānis Dūklavs          | Unió de Verds i Agricultors | 22 de gener de 2014 – 5 de novembre de 2014   |